# Etàlides
Etàlides (en grec antic Αἰθαλίδης), va ser, segons la mitologia grega, un fill d'Hermes i d'Eupolèmia, filla de Mirmídon.
Va ser un notable arquer, i va participar en l'expedició dels argonautes, on va actuar com a herald en diverses ocasions, ja que tenia una memòria extraordinària que el seu pare li havia atorgat, i que va conservar fins i tot a l'Hades, un cop mort. Per altra banda, no sempre es trobava entre els morts, sinó que tornava a viure entre els humans durant períodes curts de temps per després tornar als inferns. Vivia alternativament en els dos mons.